# Königliche Villa (Durrës)

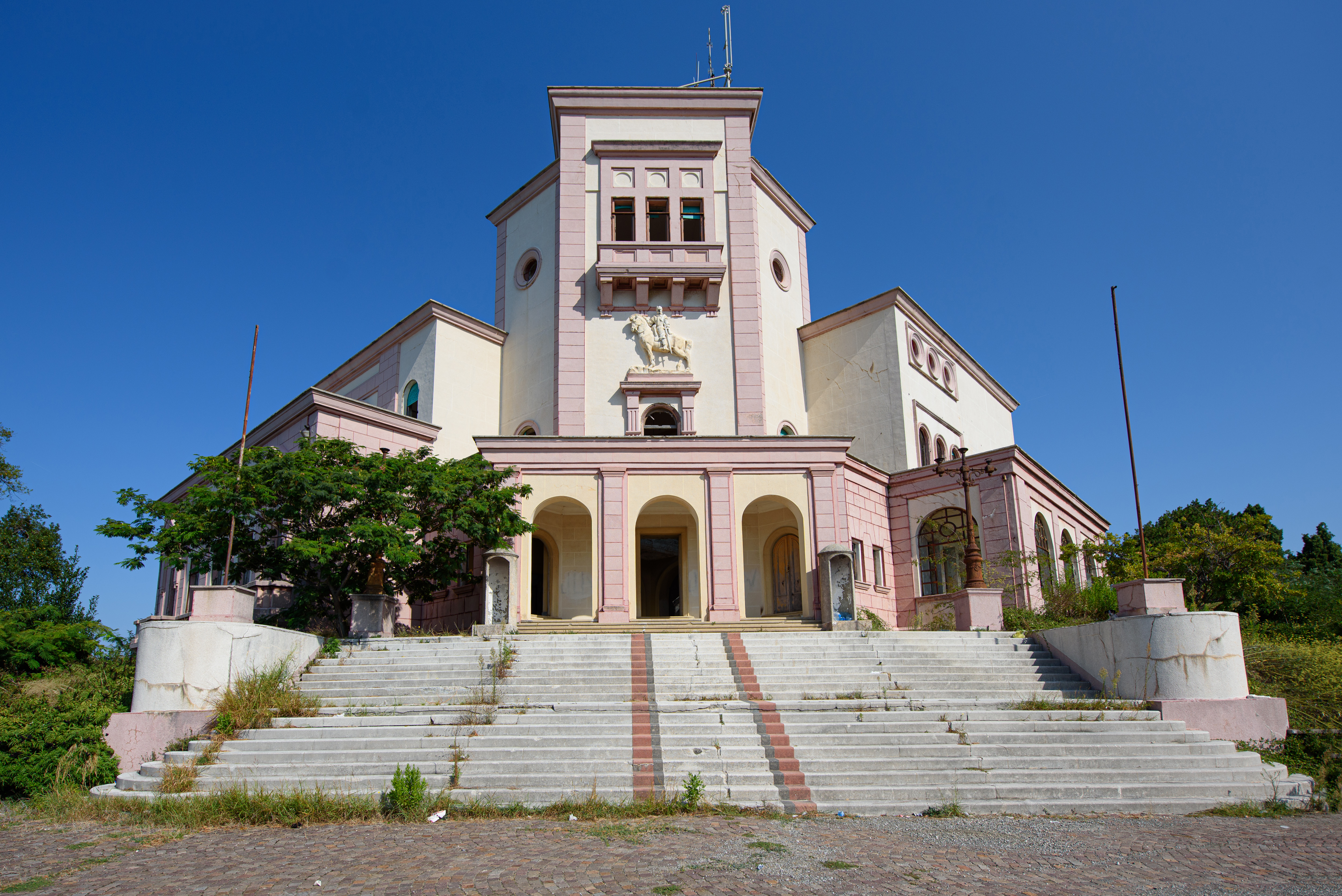
Frontseite der Villa

Die Königliche Villa (albanisch Vila Mbretërore), auch bekannt als Zogu-Villa (Vila e Zogut), in der albanischen Hafenstadt Durrës war die Sommervilla von König Zogu.
Die Villa befindet sich auf einem Hügel oberhalb der Stadt auf 98 m ü. A. Die Adria umgibt den Hügelzug auf drei Seiten.
Das Gebäude wurde im Stil des monumentalen Rationalismus erbaut; es bildet die Form eines Adlers nach. Die Konstruktion für 50.218.760 Franken begann am 16. Juni 1927; sie wurde dem König von den Händlern in der Stadt geschenkt. Der Architekt Kristo Sotiri, der an der Universität Padua und an der Universität Venedig studiert hatte, entwarf die Villa. Zu der Zeit hatte Sotiri bereits Erfahrung gesammelt; etwa als Architekt des Hofes von Königin Elisabeth zu Wied in Rumänien. Später beauftragte Zogu den italienischen Architekten Florestano Di Fausto mit einer Überarbeitung des Projekts, der wiederum einen Teil der Ausführung Giulio Bertè überließ. 1937 wurde der Bau vollendet, einige Monate bevor der König Géraldine Apponyi de Nagyappony heiratete.

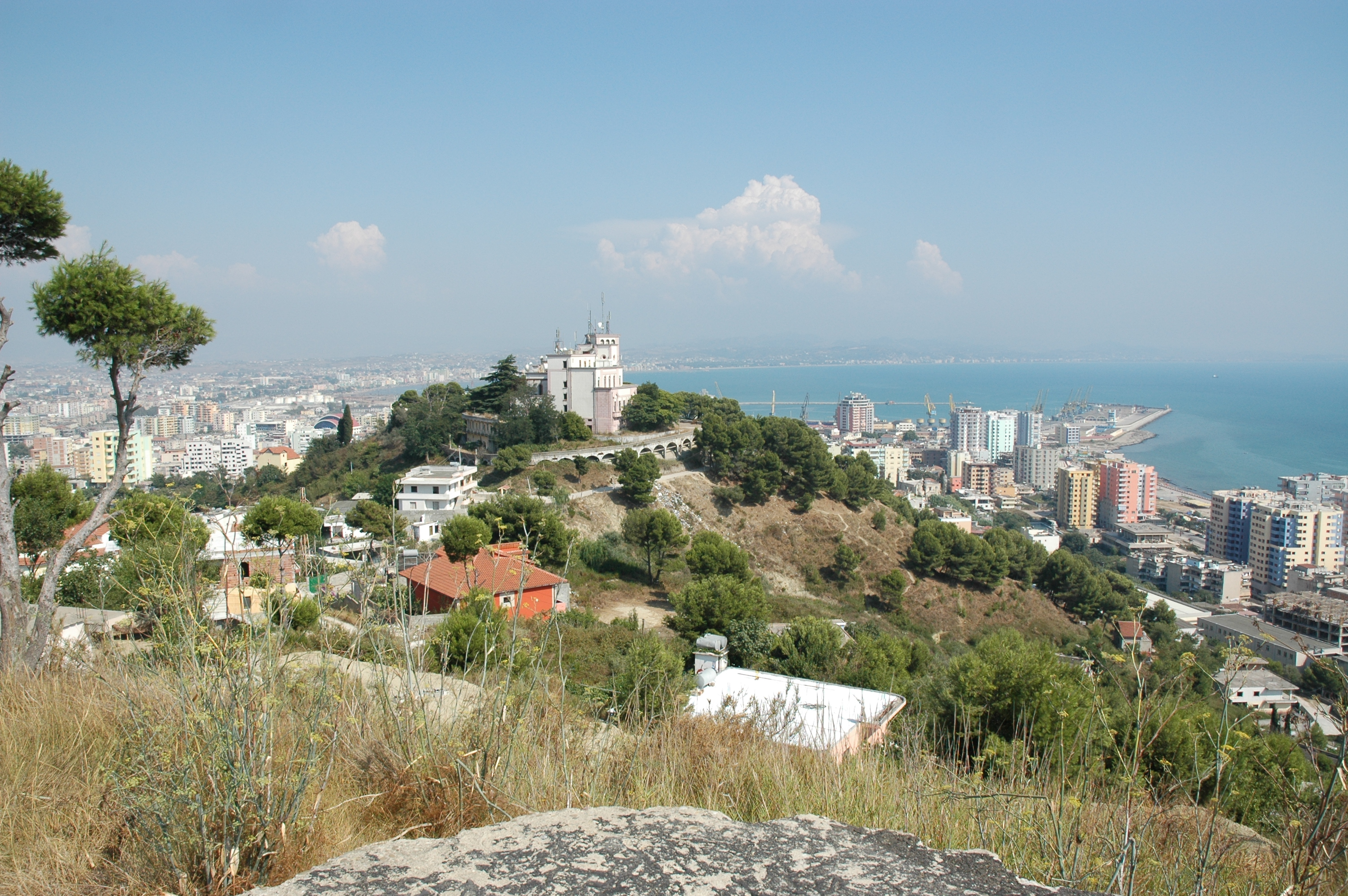
Blick von Norden über die Villa, die Stadt und die Bucht

Die Villa wurde nach dem Zweiten Weltkrieg als Gästehaus der kommunistischen Regierung genutzt. In der Sozialistischen Volksrepublik Albanien waren kommunistische Führer von Nikita Chruschtschow bis zum kambodschanischen Prinzen Samde Norodom Sihanouk Gäste in dem Gebäude. Der ehemalige US-Präsident Jimmy Carter war in den 1990er Jahren ebenfalls Gast.
Das Innere der Villa wurde 1997 während des Lotterieaufstandes schwer beschädigt. Pläne des Kronprinzen Leka von Albanien, die Villa und das umliegende Gelände zu nutzen, waren schon Gegenstand von Gerichtsprozessen.
Seit April 2015 steht die Villa zum Verkauf.